# Hans-Georg Ebert
Hans-Georg Ebert (* 22. Juli 1953 in Aue) ist ein deutscher Rechts- und Islamwissenschaftler. Von 1998 bis zur Emeritierung im September 2019 war er Professor für Islamisches Recht an der Universität Leipzig.

## Werdegang
Nach dem Abitur 1972 studierte Ebert von 1973 bis 1978 Arabistik und Rechtswissenschaft an der Universität Leipzig. Es folgte eine befristete Assistentur an der Sektion Afrika- und Nahostwissenschaften der Universität Leipzig. 1982 wurde Ebert mit einer Arbeit zum schiitischen Recht in der Islamischen Republik Iran zum Dr. jur. promoviert. Während der sich anschließenden unbefristeten Assistenz weilte er zu mehrjährigen Studien- und Praxisaufenthalten in arabischen Ländern (Ägypten, Libyen, Tunesien u. a.). Nach der Habilitation im Jahre 1990 zum Verhältnis von Staat, Verfassung und Islam im Nahen und Mittleren Osten war er als wissenschaftlicher Oberassistent (C2) am neu gegründeten Orientalischen Institut der Universität Leipzig tätig. Bis 1998 vertrat er zeitweise die Professur für Islamwissenschaft an der Universität Halle und die Professur für Orientalische Philologie (Islamwissenschaft) an der Universität Kiel.
Vom 1. Oktober 1998 bis zum 30. September 2019 war er Professor für Islamisches Recht am Orientalischen Institut der Universität Leipzig. Seine Lehr- und Forschungsschwerpunkte erstrecken sich auf „klassisches“ und „modernes“ Islamisches Recht, auf die Rechtsordnungen arabischer Länder und auf islamwissenschaftliche Themen. Vom 1. Oktober 2019 bis zum 31. März 2020 war er Senior Research Fellow in der Kolleg-Forschungsgruppe „Multiple Secularities“ an der Universität Leipzig.
Er gehört der Deutschen Arbeitsgemeinschaft Vorderer Orient für gegenwartsbezogene Forschung und Dokumentation (DAVO) seit ihrer Gründung im Jahre 1993 an. Er ist Mitbegründer der Gesellschaft für Arabisches und Islamisches Recht (GAIR) und war von 2009 bis 2015 ihr 1. Vorsitzender. Von 2010 bis 2019 fungierte er als Vorstandsmitglied des Centre for Area Studies an der Universität Leipzig. Die Universität Leipzig bestellte ihn von 2012 bis 2018 zum Berufungsbeauftragten.
Er war bis 2018 Herausgeber der Schriftenreihe „Leipziger Beiträge zur Orientwissenschaft“ (LBO), die im Peter Lang-Verlag, Berlin/Bern erschienen ist. Seit Oktober 2017 ist er Mitherausgeber der Loseblattsammlung Internationales Ehe- und Kindschaftsrecht mit Staatsangehörigkeitsrecht (IEK).
Seit 2018 arbeitet Ebert am von Eckehard Schulz im Jahre 2011 gegründeten AL-ARABIYYA-INSTITUTE mit.
2019 erhielt er den WGIT-Preis der Wissenschaftlichen Gesellschaft für Islamische Theologie (WGIT).

## Bücher (Auswahl)
- Islamisches Familien- und Erbrecht der arabischen Länder. Herausforderungen und Reformen. Frank & Timme. Berlin 2020, ISBN 978-3-7329-0633-8.
- Die Religiöse Stiftung im Islam (waqf) nach hanafitischer Lehre. Die stiftungsrechtliche Kodifikation von Qadrî Pâshâ. Peter Lang D, Berlin 2018, ISBN 978-3-631-74223-5, doi:10.3726/b13444 (peterlang.com [abgerufen am 28. Oktober 2018]).
- mit J. Heilen: Islamisches Recht. Ein Lehrbuch. In: Edition Hamouda. Leipzig 2016, ISBN 978-3-95817-024-7 (hamouda.de [abgerufen am 28. Oktober 2018]).
- mit A. Hefny: Islamisches Zivilrecht der hanafitischen Lehre. Die zivilrechtliche Kodifikation des Qadrī Pâshâ. Peter Lang D, Frankfurt am Main 2013, ISBN 978-3-653-03419-6, doi:10.3726/978-3-653-03419-6 (peterlang.com [abgerufen am 28. Oktober 2018]).
- H.-G. Ebert, T. Hanstein (Hrsg.): Heinrich Leberecht Fleischer – Leben und Wirkung  Ein Leipziger Orientalist des 19. Jahrhunderts mit internationaler Ausstrahlung. Frankfurt am Main 2014, ISBN 978-3-653-03665-7, doi:10.3726/978-3-653-03665-7 (peterlang.com [abgerufen am 28. Oktober 2018]).
- mit Assem Hefny: Der Islam und die Grundlagen der Herrschaft. Übersetzung und Kommentar des Werkes von Alî Abd ar-Râziq. Frankfurt am Main 2010, ISBN 978-3-631-59613-5 (peterlang.com [abgerufen am 28. Oktober 2018]).
- Die Qadrî-Pâshâ-Kodifikation. Islamisches Personalstatut der hanafitischen Rechtsschule. Frankfurt am Main 2010, ISBN 978-3-631-59615-9 (peterlang.com [abgerufen am 28. Oktober 2018]).
- mit  T. Hanstein (Hrsg.): Johann Jacob Reiske – Leben und Wirkung. Ein Leipziger Byzantinist und Begründer der Orientalistik im 18. Jahrhundert. Leipzig 2005, ISBN 3-374-02327-4.[9]
- Das Erbrecht arabischer Länder. Frankfurt am Main 2004, ISBN 3-631-52643-1 (peterlang.com [abgerufen am 28. Oktober 2018]).
- Das Personalstatut arabischer Länder - Problemfelder, Methoden, Perspektiven. Frankfurt am Main 1996, ISBN 3-631-50011-4 (peterlang.com [abgerufen am 28. Oktober 2018]).
- Die Interdependenz von Staat, Verfassung und Islam im Nahen und Mittleren Osten in der Gegenwart. Frankfurt am Main 1991, ISBN 3-631-43751-X (peterlang.com [abgerufen am 28. Oktober 2018]).
- mit G. Barthel, H. Fürtig und H.‑G. Müller: Die Islamische Republik Iran. (= Taschenbuch Geschichte). Berlin (Ost) 1987 und Köln 1987 (Lizenzausgabe).
- mit V. Forian-Szabo und M. Oucharah: Berberstudien, Islamwissenschaft und Arabistik in Leipzig. Die Korrespondenz von Hans Stumme (1864–1936) an Ignaz Goldziher (1850–1921). Frank & Timme, Berlin 2024, ISBN 978-3-7329-1067-0 (frank-timme.de [abgerufen am 19. Januar 2025]).